# Lista de prefeitos de Carpina
Esta é a lista de prefeitos do município de Carpina, estado brasileiro de Pernambuco.
| Nº | Prefeito                             | Imagem                | Partido | Início do mandato       | Fim do mandato          | Observações       |
| 1  | Ernesto Pompílio do Rego             |                       | PPS     | 15 de novembro de 1928  | 6 de outubro de 1930    | Primeiro Prefeito |
| 2  | Carneiro da Cunha                    |                       | PAN     | 6 de outubro de 1930    | 12 de outubro de 1935   | Prefeito nomeado  |
| 3  | Baltazar Ferreira Pinto              |                       | PPS     | 12 de outubro de 1935   | 10 de novembro de 1937  | Prefeito nomeado  |
| 4  | Benjamim Dias Coutinho               |                       | PPS     | 10 de novembro de 1937  | 1° de fevereiro de 1939 | Prefeito nomeado  |
| 5  | Eurico Gonçalves Guerra              |                       | PAN     | 1° de fevereiro de 1939 | 3 de dezembro de 1940   | Prefeito nomeado  |
| 6  | Joaquim Gonçalves Guerra             |                       | PRB     | 3 de dezembro de 1940   | 31 de dezembro de 1941  | Prefeito nomeado  |
| 7  | Major Carlos Afonso Melo             |                       | PRB     | 31 de dezembro de 1941  | 15 de novembro de 1943  | Prefeito nomeado  |
| 8  | João Teobaldo de Azevedo             |                       | PRB     | 15 de novembro de 1943  | 5 de novembro de 1945   | Prefeito nomeado  |
| 9  | Major Manoel Alves de Queiroz        |                       | PPS     | 5 de novembro de 1945   | 7 de agosto de 1946     | Prefeito nomeado  |
| 10 | Hermínio Aroucha                     |                       | PRB     | 7 de agosto de 1946     | 8 de março de 1947      | Prefeito nomeado  |
| 11 | Manoel Tavares da Cunha              |                       | PRB     | 8 de março de 1947      | 31 de outubro de 1947   | Prefeito nomeado  |
| 12 | João Saturnino Cavalcanti            |                       | UDN     | 1º de novembro de 1947  | 14 de novembro de 1951  | Prefeito eleito   |
| 13 | José Francisco de Morais             |                       | PSD     | 15 de novembro de 1951  | 15 de novembro de 1955  | Prefeito eleito   |
| 14 | Major Carlos Afonso                  |                       | PR      | 15 de novembro de 1955  | 15 de novembro de 1959  | Prefeito eleito   |
| 15 | João Saturnino Cavalcanti            |                       | UDN     | 15 de novembro de 1959  | 15 de novembro de 1963  | Prefeito eleito   |
| 16 | José Pereira Cardoso                 |                       | PDC     | 15 de novembro de 1963  | 31 de janeiro de 1969   | Prefeito eleito   |
| 17 | Maelbe Batista Ramos                 |                       | MDB     | 31 de janeiro de 1969   | 31 de janeiro de 1973   | Prefeito eleito   |
| 18 | Manoel Augusto do Rego               |                       | ARENA   | 31 de janeiro de 1973   | 31 de janeiro de 1977   | Prefeito eleito   |
| 19 | Carlos Adilson Pinto Lapa            |                       | MDB     | 31 de janeiro de 1977   | 31 de janeiro de 1983   | Prefeito eleito   |
| 20 | Sergiofredo Santa Cruz Silva         |                       | PMDB    | 1º de fevereiro de 1983 | 31 de dezembro de 1988  | Prefeito eleito   |
| 21 | Joaquim Pinto Lapa Filho             |                       | PMDB    | 1º de janeiro de 1989   | 31 de dezembro de 1992  | Prefeito eleito   |
| 22 | Maelbe José Batista Ramos            |                       | PDT     | 1º de janeiro de 1993   | 31 de dezembro de 1996  | Prefeito eleito   |
| 23 | Joaquim Pinto Lapa Filho             |                       | PSB     | 1º de janeiro de 1997   | 31 de dezembro de 2000  | Prefeito eleito   |
| 23 | Joaquim Pinto Lapa Filho             | 1º de janeiro de 2001 | PSB     | 31 de dezembro de 2004  | Prefeito reeleito       |                   |
| 24 | Manuel Severino da Silva             |                       | PSDB    | 1º de janeiro de 2005   | 31 de dezembro de 2008  | Prefeito eleito   |
| 24 | Manuel Severino da Silva             | 1º de janeiro de 2009 | PSDB    | 31 de dezembro de 2012  | Prefeito reeleito       |                   |
| 25 | Carlos Vicente de Arruda Silva       |                       | PSB     | 1º de janeiro de 2013   | 31 de dezembro de 2016  | Prefeito eleito   |
| 26 | Manuel Severino da Silva             |                       | PDT     | 1º de janeiro de 2017   | 31 de dezembro de 2020  | Prefeito eleito   |
| 26 | Manuel Severino da Silva             | 1° de janeiro de 2021 | PDT     | 31 de dezembro de 2024  | Prefeito reeleito       |                   |
| 27 | Maria Eduarda Baima Teixeira Gouveia |                       | PODE    | 1° de janeiro de 2025   | Atual                   | Prefeita eleita   |